# Douglas City (Kalifornija)
Douglas City je naseljeno područje za statističke svrhe u američkoj saveznoj državi Kalifornija. Prema popisu stanovništva iz 2010. u njemu je živjelo 713 stanovnika.